# Chris Lippens
Chris Lippens (Sint-Gillis-Waas, 4 april 1957) is een Belgische politicus voor de CD&V. Hij was burgemeester van Sint-Gillis-Waas.

## Levensloop
Lippens nam in 1994 als vervanger van zijn vader die jarenlang schepen was, voor het eerst deel aan de gemeenteraadsverkiezingen. Hij werd verkozen tot gemeenteraadslid van Sint-Gillis-Waas. Begin 1998 werd hij schepen. Hij bleef dit tot hij begin 2015 Remi Audenaert opvolgde als burgemeester.
Na de gemeenteraadsverkiezingen van 2018 verloor de CD&V de absolute meerderheid en diende ze een coalitie aan te gaan met sp.a-Groen. Een van de eisen was dat Lippens opzij werd gezet. De CD&V schoof Maaike De Rudder naar voor als zijn vervanger. Zelf werd hij fractieleider in de gemeenteraad.
Lippens is van opleiding architect. Hij stapte na zijn studies in het architectenbureau van zijn vader. Later werd hij er zaakvoerder.